# علي حسيني
علي حسيني (بالفارسية: علی حسینی) هو لاعب كرة قدم إيراني، ولد في 2 مارس 1988 في إيران. لعب مع نادي استقلال أهواز ونادي بيكان ونادي داماش غيلان ونادي راه آهن ونادي سايبا ونادي نيروي زميني.